# Contessa Entellina Pinot Nero riserva
Le Contessa Entellina Pinot Nero riserva est un vin rouge de la région Sicile doté d'une appellation DOC depuis le 2 août 1993. Seuls ont droit à la DOC les vins récoltés à l'intérieur de l'aire de production définie par le décret. Les vignobles autorisés se situent en province de Palerme dans la commune de Contessa Entellina.
Le vin rouge du Contessa Entellina Pinot Nero riserva répond à un cahier des charges plus exigeant que le Contessa Entellina Pinot Nero, essentiellement en relation avec un vieillissement de 2 ans et d'un titre alcoolique plus élevé.

## Caractéristiques organoleptiques
- couleur: rouge rubis  intense tendant vers un rouge grenat avec le vieillissement
- odeur : caractéristique, délicat,
- saveur: sec, harmonique, fruité

Le Contessa Entellina Pinot Nero riserva se déguste à une température de 14 à 16 °C et il se garde 3 – 4 ans.

## Production
Province, saison, volume en hectolitres :
- pas de données disponibles